# Zsulavszky Kázmér
Zsulavszky Kázmér (angolul: Casimir Zsulavszky; Casimir Zulavsky) (Magyarország, 1830-as évek − 1865 után) Kossuth Lajos unokaöccse. Kereskedelmi alkalmazott, majd főhadnagy az amerikai polgárháborúban. Testvérei: Zsulavszky Emil, Zsulavszky László, Zsulavszky Zsigmond.

## Élete
Anyja Zsulavszkyné Kossuth Emilia, Kossuth Lajos harmadik nővére, apja egy könnyelmű lengyel, aki elhagyta családját. Zsulavszky Kázmér mint fiatalember egy magyarbarát bostoni kereskedő üzletében nyert alkalmazást. Az amerikai polgárháború elején egy kansasi ezredben szolgált főhadnagyi beosztásban. 1862-ben állítólag egy vasúti pénztár kirablása miatt katonai börtönbe került (Kansas). 1864 április 13-án ismét katonai szolgálatra jelentkezett, s besorozták a 25. számú New York-i lovasezred „F” századába, ahol közlegényként teljesített szolgálatot. 1865 június 9-én Washingtonban szerelt le.